# (66099) 1998 SQ13
1998 أس كيو 13 (ويعرف أيضًا باسم (66099) 1998 أس كيو 13 وفق تسمية الكوكب الصغير) (بالإنجليزية: 1998 SQ13)‏ هو كويكب ضمن حزام الكويكبات؛ وترتيبه 66099 من حيث الاكتشاف.
اكتُشف هذا الجُرم الفلكي بواسطة OCA–DLR Asteroid Survey ‏ في 23 سبتمبر 1998.

## وصلات خارجية
- (66099) 1998 SQ13 في قاعدة بيانات مختبر الدفع النفاث لأجرام النظام الشمسي الصغيرة

- الاكتشاف · مخطط المدار ·  العناصر المدارية · المعلمات المادية

- (66099) 1998 SQ13 على موقع ويكي سكاي: DSS2, SDSS, GALEX, IRAS, Hydrogen α, X-Ray, Astrophoto, Sky Map, Articles and images